# Honda Ridgeline
Honda Ridgeline — середньорозмірний пікап з тримальним кузовом, що випускається компанією Honda.

## Перше покоління

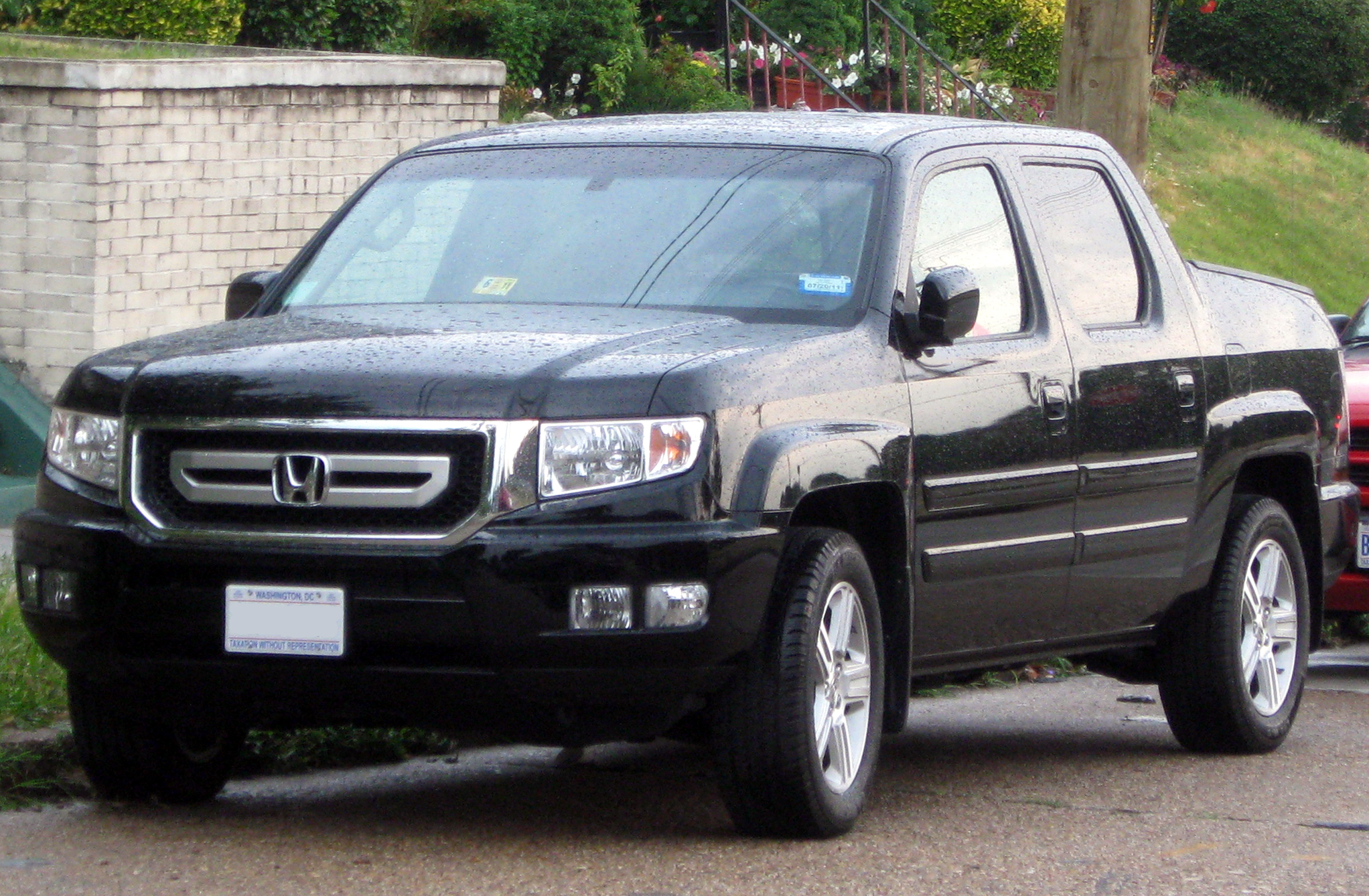
Honda Ridgeline I (2009-2012)

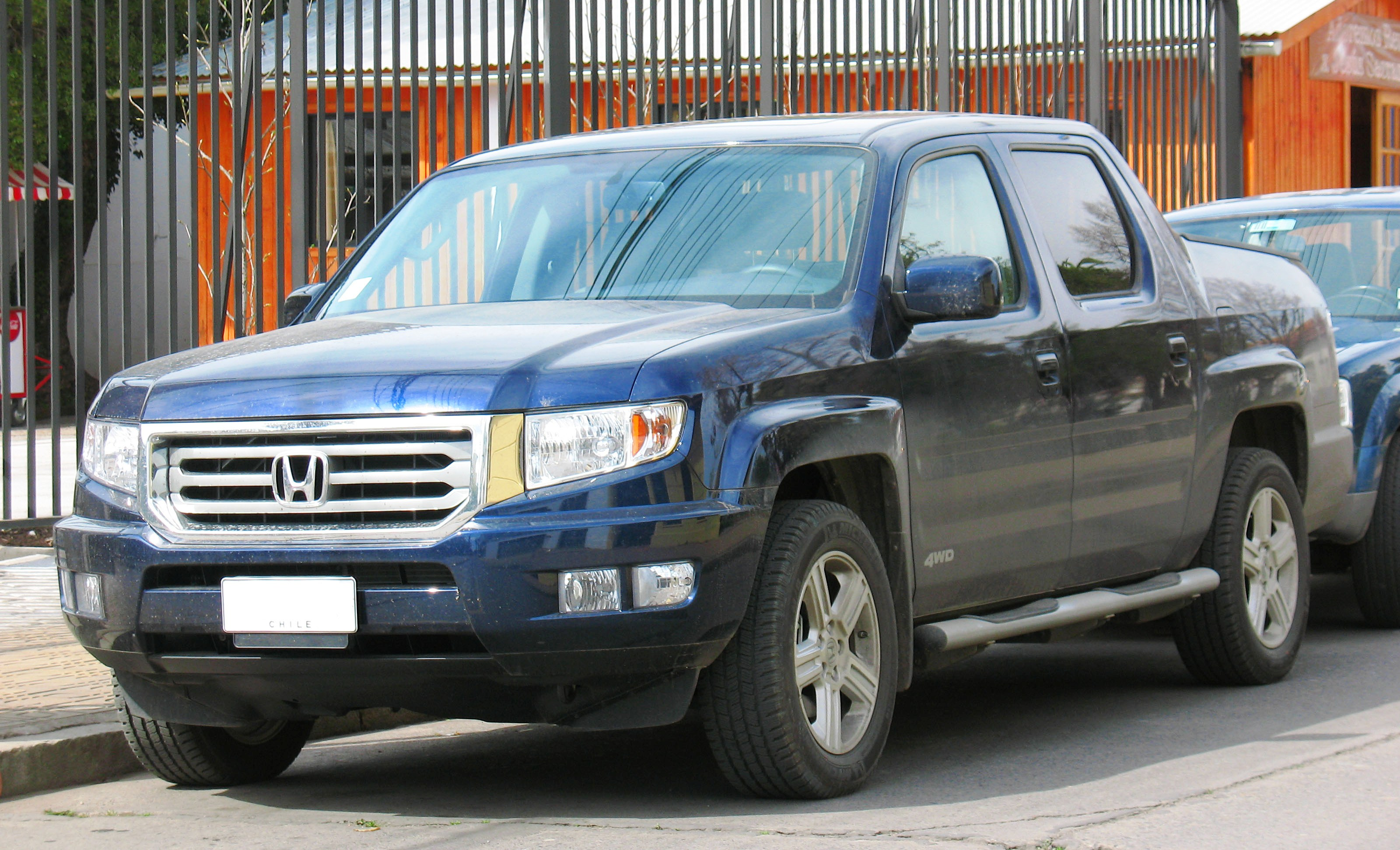
Honda Ridgeline I (2012-2014)

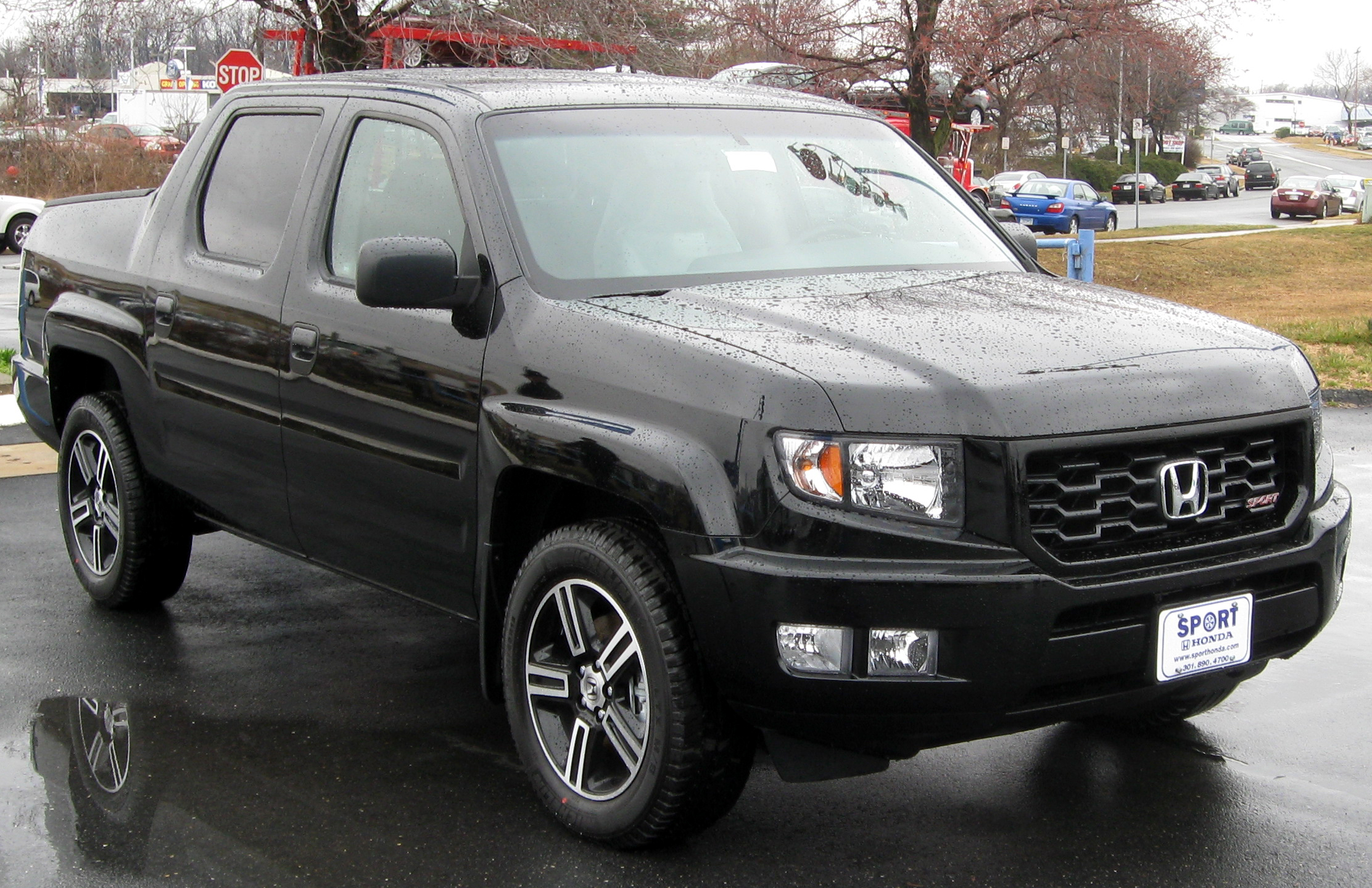
Honda Ridgeline I Sport

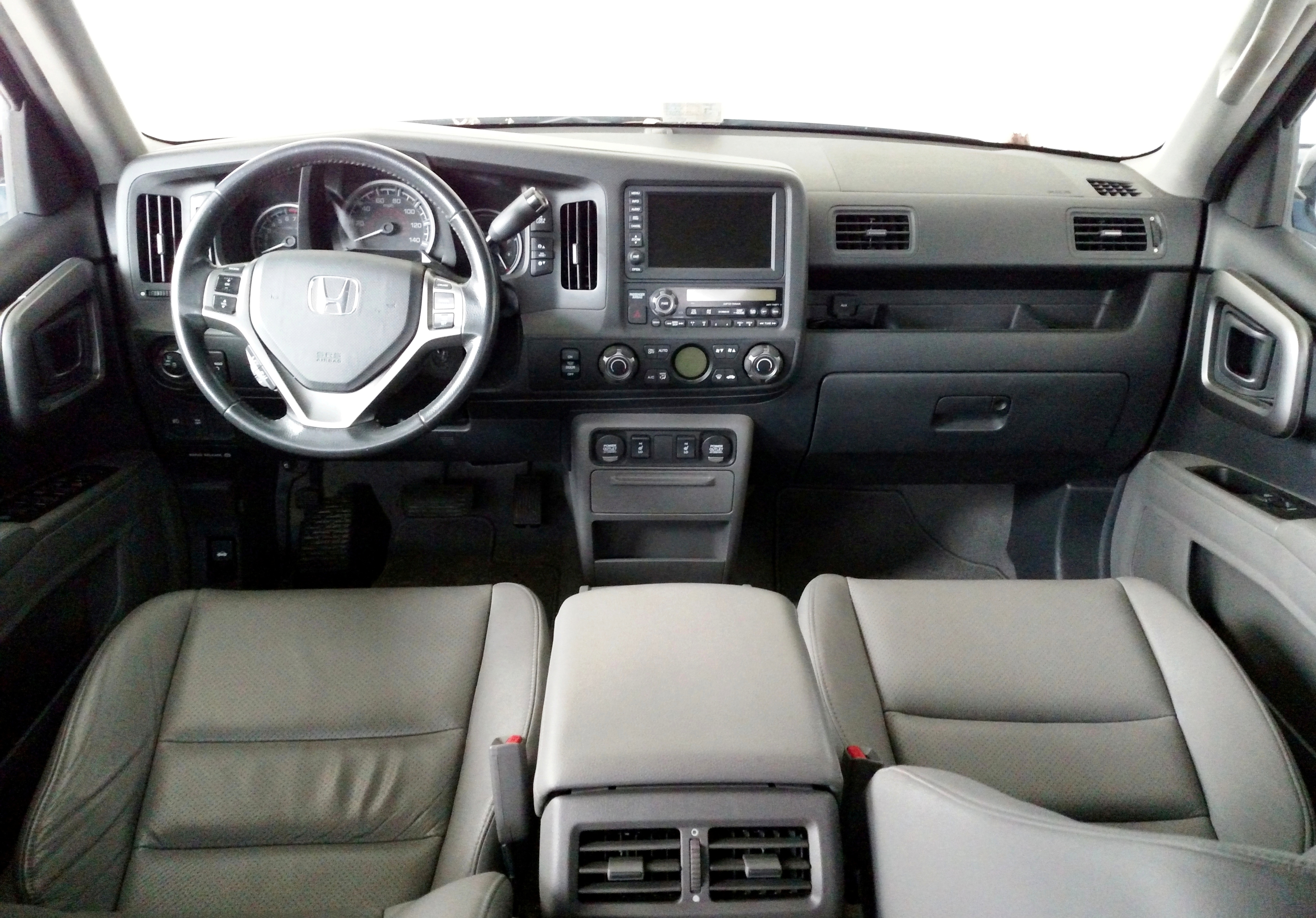

Honda Ridgeline першого покоління виготовляється з березня 2005 року як модель 2006 року. Автомобіль виробляється на заводі Honda в Канаді, місто Аллістон, штат Онтаріо і призначений виключно для ринку США. Оснащується бензиновим двигуном V6 об'ємом 3,5 літра з функцією VTEC потужністю 247 к.с., автоматичною 5-ступінчастою коробкою передач і постійним повним приводом.
У 2009 році відбувся фейсліфтинг моделі.
У 2012 році відбувся другий  фейсліфтинг моделі.

### Двигуни
- 3,5 л J35A9 V6 247 к.с. 332 Нм (2005-2008)
- 3,5 л J35Z5 V6 250 к.с. 335 Нм (2009-2014)

## Друге покоління

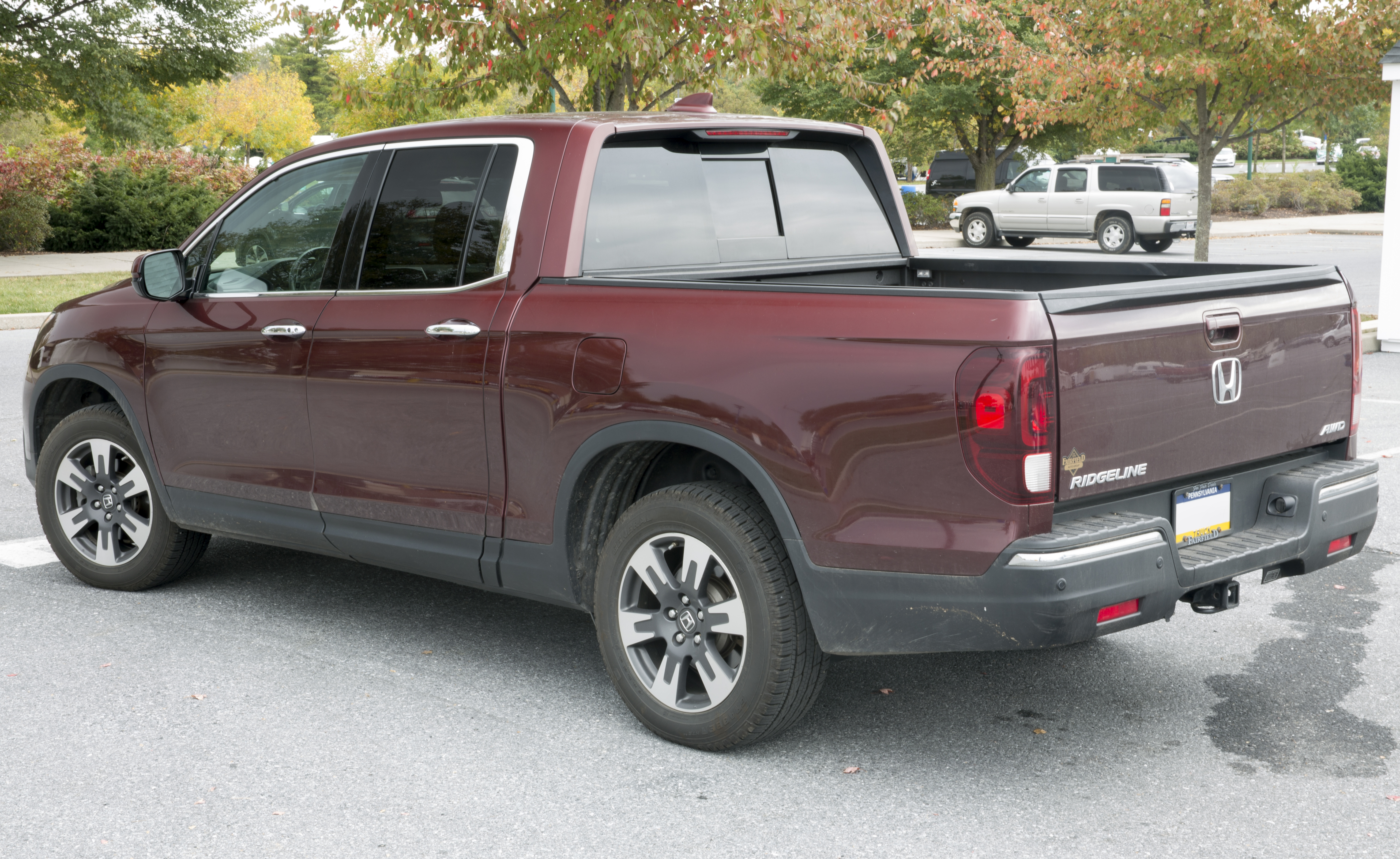
Honda Ridgeline ІІ (з 2016)

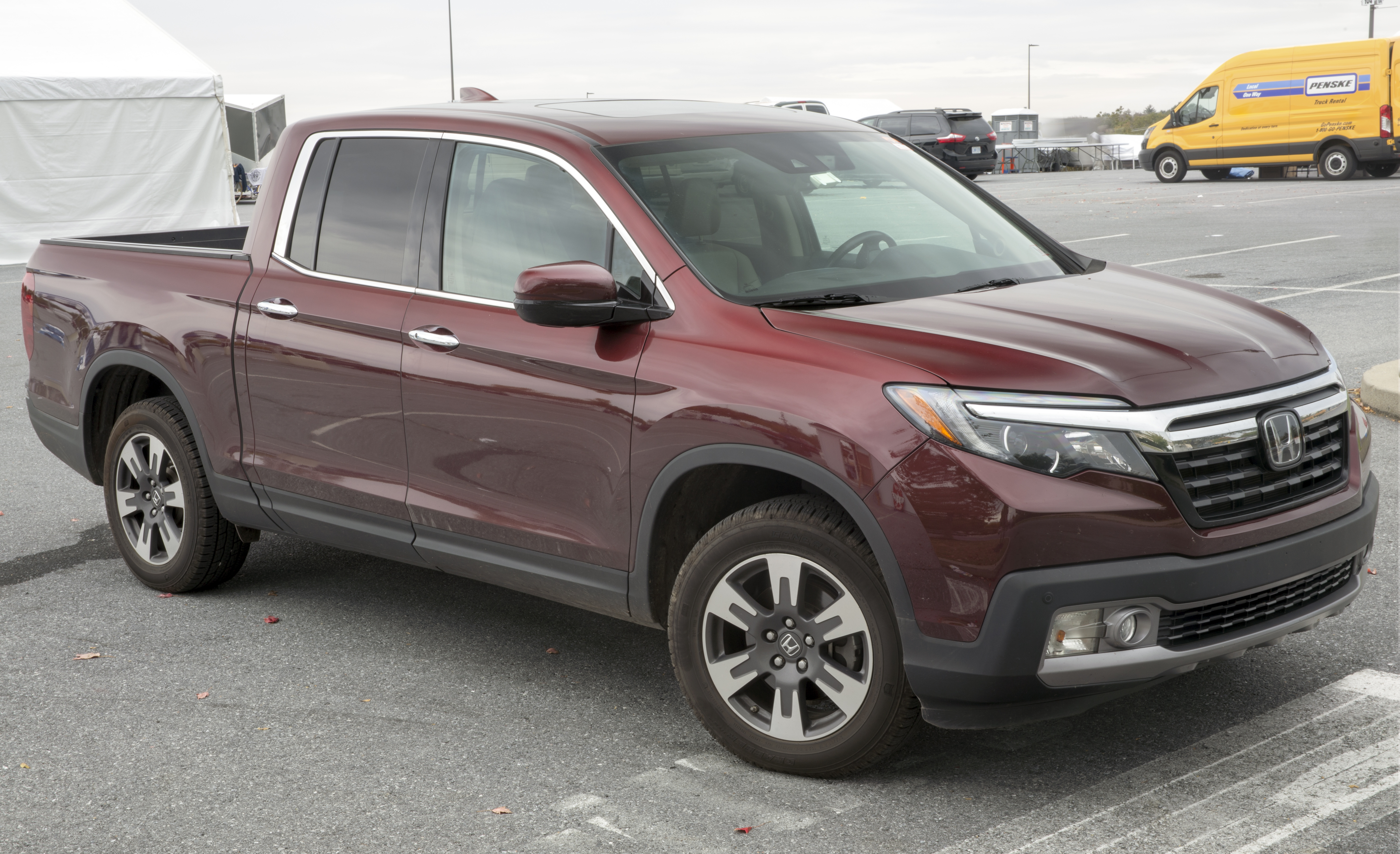
Honda Ridgeline ІІ (з 2016)

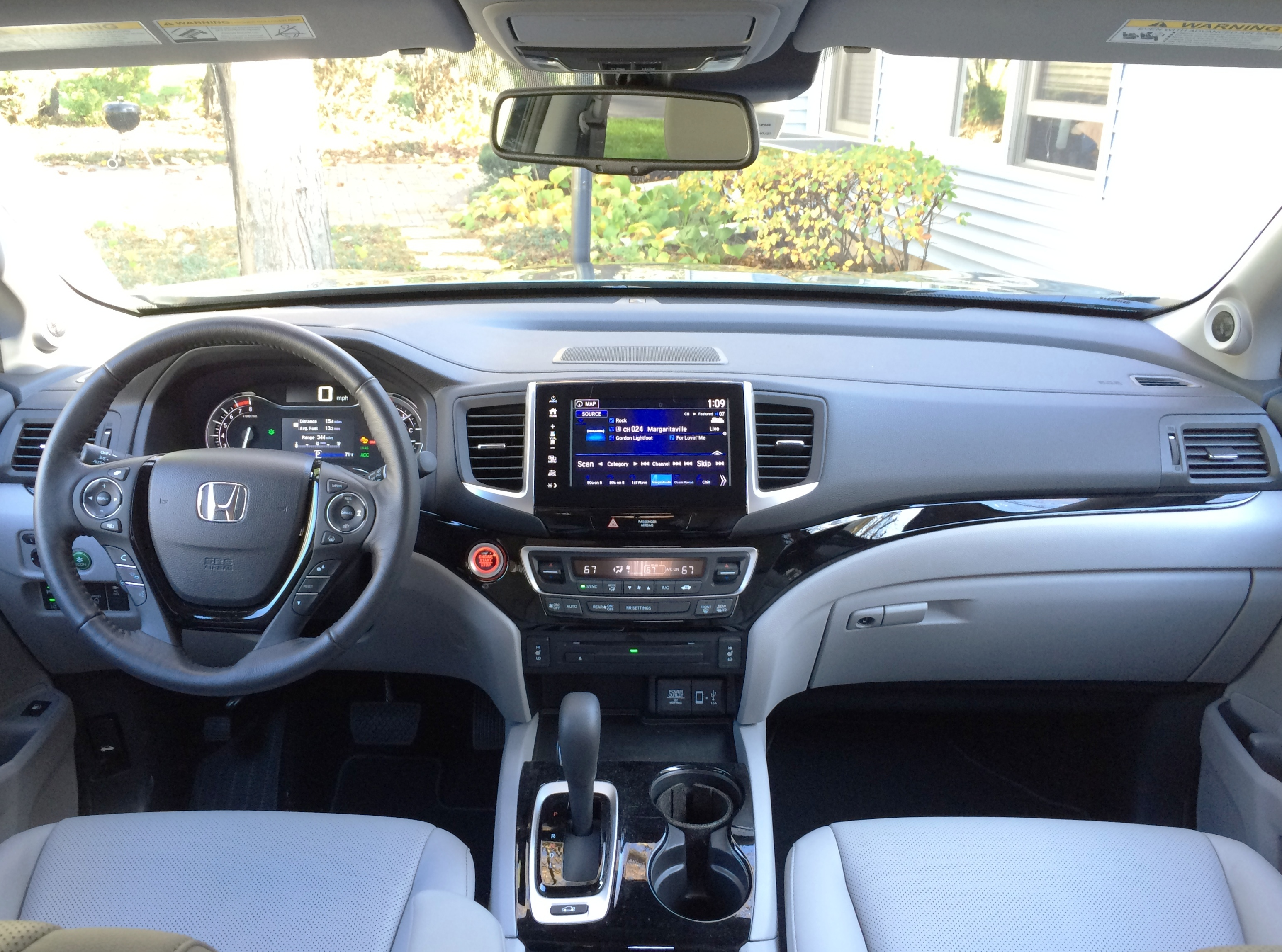

Дебют другого покоління Honda Ridgeline відбувся 11 січня 2016 року в рамках мотор-шоу в Детройті. Ridgeline другого покоління побудована на платформі Honda Pilot: McPherson спереду, багатоважільна підвіска ззаду. Бензиновий двигун V6 3.5 i-VTEC Earth Dreams (283 к.с., 355 Нм) з системою VCM (може відключати два чи три циліндри) та системою start/stop. Повнопривідні (система i-VTM4) і передньопривідні модифікації оснащаються 6-ст АКПП.

### Двигуни
- 3.5 J35Y6 V6 i-VTEC Earth Dreams, 283 к.с. при 6000 об/хв, 355 Нм при 4700 об/хв

## Продажі в США
| Рік  | Усього |
| ---- | ------ |
| 2005 | 42,593 |
| 2006 | 50,193 |
| 2007 | 42,795 |
| 2008 | 33,875 |
| 2009 | 16,464 |